# Werner Handrick
Werner Reinhard Handrick (* 13. November 1939 in Dauban, Oberlausitz; † 8. Juli 2018 in Leipzig) war ein deutscher Kinderarzt und Mikrobiologe.

## Werdegang
Handrick studierte zwischen 1958 und 1964 Humanmedizin in Leipzig. Nach seiner Promotion war er von 1964 bis 1970 Assistent am Institut für Medizinische Mikrobiologie und Epidemiologie der Universität Leipzig. 1970 legte er die Facharztprüfung für Mikrobiologie, 1975 die für Kinderheilkunde ab. Von 1970 bis 1979 war er Leiter des Bakteriologischen Labors der Universitätskinderklinik Leipzig und baute dort das Arbeitsgebiet für Pädiatrische Infektiologie in der Klinik mit Schwerpunkt neonatale Infektionen auf. 1982 habilitierte er sich und wurde zum Oberarzt ernannt, 1984 erhielt er die Lehrbefähigung für Pädiatrie. Von 1994 bis 2001 war er außerplanmäßiger Professor für Kinderheilkunde und Neonatologie an der Medizinischen Fakultät der Universität Leipzig. Seit 2001 war er wissenschaftlicher Beirat am Institut für Medizinische Diagnostik Oderland in Frankfurt an der Oder.

## Ehrungen
- 2011: Verdienstkreuz 1. Klasse der Bundesrepublik Deutschland